# غوستاف زيونر
غوستاف أنطون زيونر (بالإنجليزية: Gustav Anton Zeuner)‏، (30 نوفمبر 1828 - 17 أكتوبر 1907)، كان فيزيائيًا ومهندسًا وعالمًا في نظرية المعرفة ألمانيًا، ويعتبر مؤسس الديناميكا الحرارية التقنية ومدرسة دريسدن للديناميكا الحرارية.
في عام 1859، عمل زيونر كمدير احتياطي للمعهد الفدرالي السويسري للتكنولوجيا في زيورخ، وفي مايو 1865 تولى المنصب رسميًا. وقد احتفل أستاذه السابق، ألبين فايسباخ، بذكرى حصول صديقه على هذا المنصب من خلال تسمية معدن باسمه - الزيونيريت [الإنجليزية]البلوري الأخضر الشفاف.